# Szent Ágoston tanítása Istenről

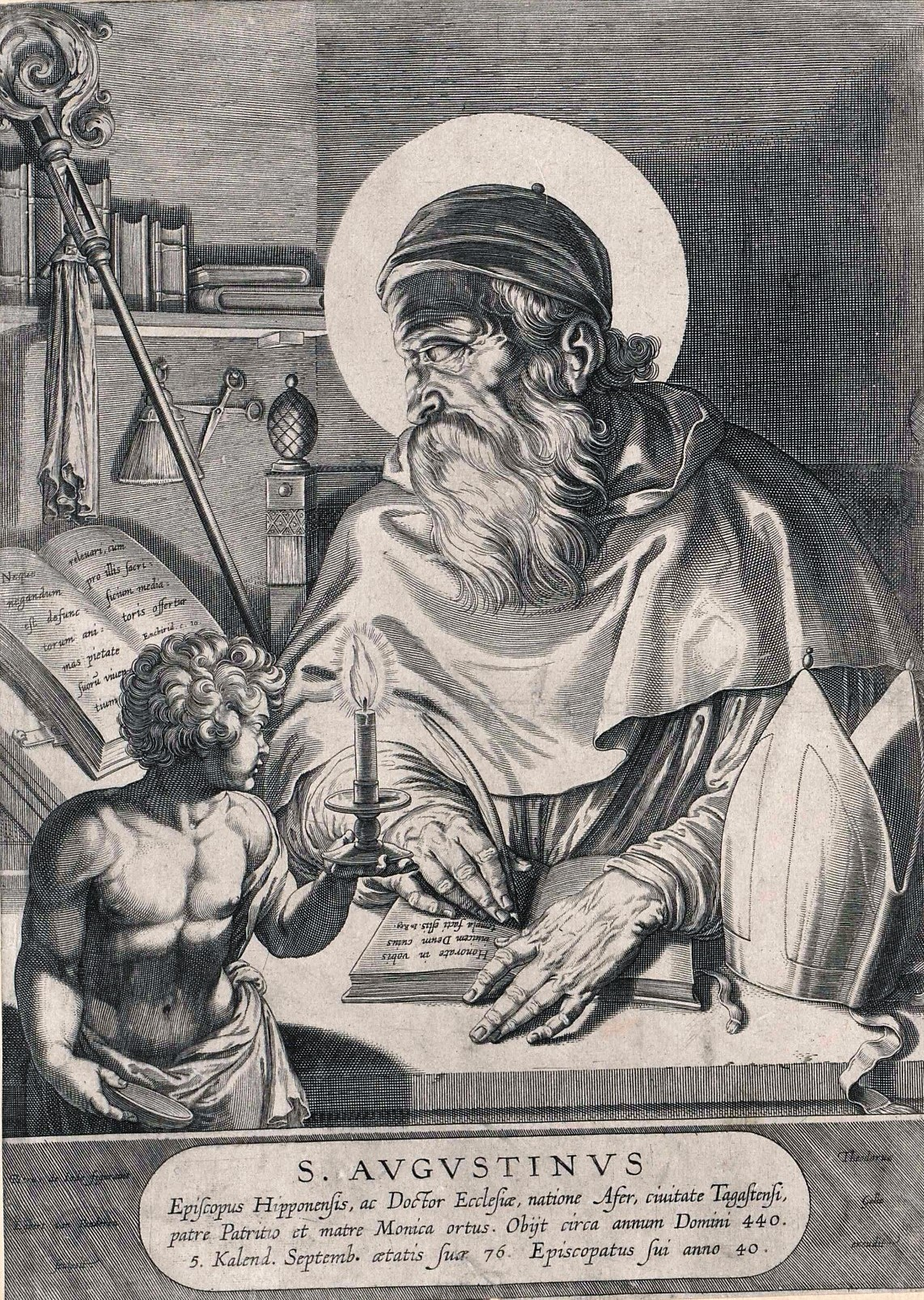
Szent Ágoston, 17. századi ábrázolása

Hippói Szent Ágoston filozófiája platonikus hagyományokra támaszkodik, átveszi tőlük azt a nézetet, miszerint Isten a világot már valamilyen módon elméjében megteremtette, majd ezután hozta létre a látható dolgokat annak a mintájára; valamint azt a nézetet, hogy az ember leginkább az emlékezetében találja meg Istent. Azonban tagadja az újplatonista Plótinosznak azt az állítását, hogy Isten nem rendelkezik önismerettel és Platónnak azt a tanítását, miszerint a világot Isten nem a semmiből teremtette, hanem a művét egy már meglévő ősanyagból hozta létre.
Nagy hatást gyakorolt rá Órigenész filozófiája. Sok gondolatát vette át, mind a teremtés magyarázatában, mind az Isten megismerhetőségét illetően valószínűleg tőle vette át a ”tükör teológiát”, miszerint a szellem tükör, amelyen keresztül Isten képmását, halványan bár, de megpillanthatjuk. Ágoston eltér Órigenész tükörképmásától abban, hogy szerinte a tükör nem Isteni képmás, vagyis Ige, hanem emberi képmás, vagyis értelem.

## Isten
Az Istenbizonyításokat Ágoston összefüggő előadásban nem tárgyalja. Bár ismeri a történelmi és a teológiai bizonyítást is, legszívesebben azzal a bizonyítással foglalkozik, amely a logikának, matematikának, esztétikának változatlan és általános érvényű igazságaiból következik. Ezen igazságok létezését csak akkor tudjuk megmagyarázni, ha ezeket az egyes igazságokat átfogó, transzcendentális igazságként fogadjuk el, amely azonos Istennel.

### Isten megismerhetősége
Istent megismerni Ágoston szerint nem lehet bizonyítékok alapján, hanem csak vallási tapasztalaton keresztül .”Csak az alkalmas Isten megismerésére, aki először hiszi is azt, amit majd később megismer”.
Isten igazi arca – e földi élet során – emberi szemmel nem látható. Azonban Isten a teremtett anyag különböző formáin keresztül megmutatkozhat, mint például Mózesnek égő csipkebokor formájában, vagy Izraelnek Egyiptomból való kivonulásakor felhő, illetve tűzoszlop formájában, vagy a Sínai-hegyen mennydörgés, füst, hang, kürtszó, villámlás formájában. Isten arcát azonban még Mózes sem láthatta „Arcomat nem láthatod, mert nem láthat engem ember úgy, hogy életben maradjon”. Az ember csak a halál után ismerheti meg Istent színről színre, a földi életben csak rejtélyekben és tükörképben. Istent a gonosz ember is megtalálhatja, azonban nem az irgalmas Istent, hanem a haragos Istent.
Dániel próféta látomásait Ágoston azzal magyarázza, hogy az Atya, a Fiú és a Szentlélek bizonyos alkalmazott testi képeken keresztül megmutathatja magát érzékekkel felfogható módon. De mindezt az angyalok közvetítésével teszi, mert maga az isteni lényeg külsőleg soha nem mutatkozott meg.
Ágoston szerint Istent leginkább a teremtett dolgokból ismerhetjük meg. A teremtett dolgok léte ugyanis utal Isten létére, ezek közül is leginkább az ember léte. Az ember belső énje ismerheti meg Istenét a külső testi érzékszervek révén. Istent nem kívül, hanem magunkban kell keresni, érzéki vagy testi erővel Istent nem találjuk. Az ember emlékezetében van a teljes igazság. Istent a legjobban akkor ismerjük meg, ha önmagunkat szemléljük.
Istent megismerni, írja Ágoston nem más „mint az Atya hatalmát, a Fiú bölcsességét, a Szentlélek kegyelmét, magának a legteljesebb szentháromságnak egy és oszthatatlan lényegét megismerni”.

### Isten felfoghatatlansága
Isten felfoghatatlan az ember számára, azonban nem teljesen leírhatatlan, ugyanis a teremtett világban van valami, aminek alapján fogalmat alkothatunk róla. Isten felfoghatatlan és kimondhatatlan valóság, hisz amit az ember ki tud mondani vagy felfog, az nem Isten. Istenről való tudásunk tudós tudatlanság. Bár Isten felfoghatatlan az ember számára, az embernek mégis keresnie kell őt, mert: ”Örvendezzék azok szíve, akik keresik az Istent” . Minél tovább keresi az ember Istent annál inkább érzi úgy, hogy egyre jobban kell keresnie.
Isten felfoghatatlansága abban van, hogy látjuk, hogy van, de nem tudjuk, hogy mit jelent. Ez azért van, mert Isten tiszta szellemi létező, mi pedig testiséggel vagyunk keveredve: „a romlandó test teher a léleknek, s a földi sátor lenyomja a sokat tűnődő elmét”. Isten felfoghatatlanságát Ágoston azzal magyarázza, hogy az ember evilági létében nem láthatja Istent színről színre, csatlakozik azon tanításához miszerint Istent, mintegy tükrön keresztül szemléljük csupán. Ez a tükör, Ágoston értelmezésében nem más, mint saját képmásunk. Ez a képmás tükrözi halványan azt, aki minket teremtett. A tükör a szellem, képességei az emlékezet, felfogóképesség, az akarat vagy a szeretet valamint ezek hármas egysége.
Isten azért felfoghatatlan számunkra, mert minthogy az apostol is mondja: „Most csak tükörben és homályosan látunk”. Isten felfoghatatlansága az ember gyengeségből, korlátaiból adódik. A teljes Isteni nagyságot a bűnös ember nem láthatja.

### Isten kegyelme, az irgalom

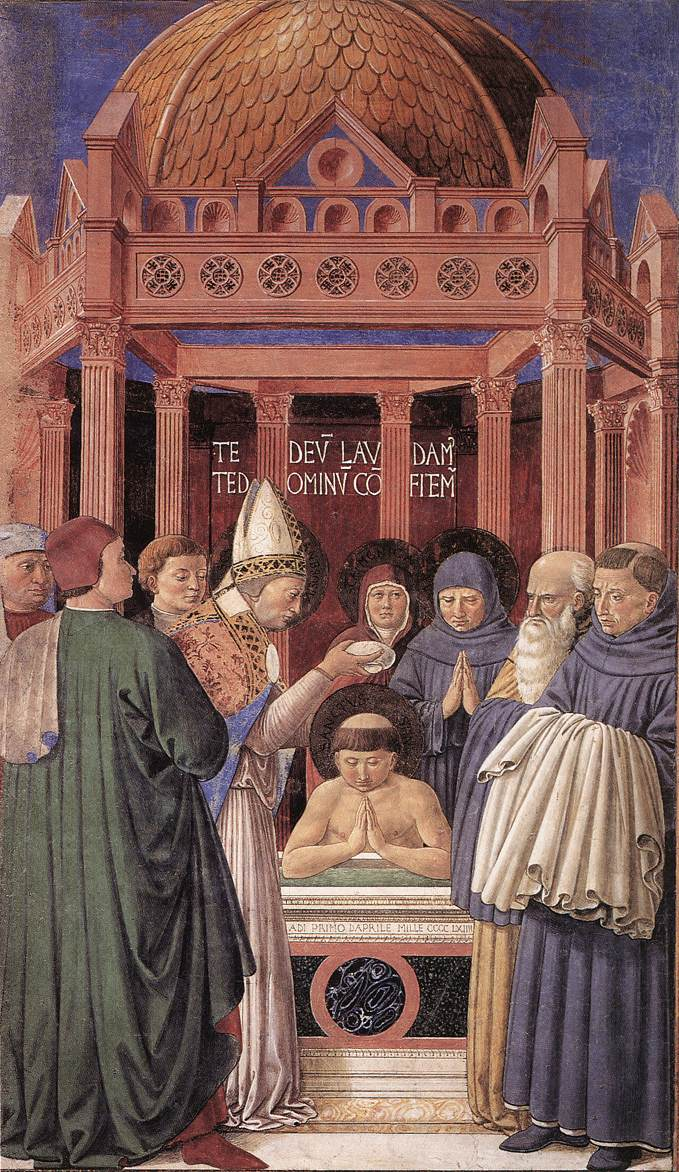
Benozzo Gozzoli: Ágoston megkeresztelkedése, festmény a 15. századból

Szent Ágoston nevéhez fűződik a kegyelem-fogalom középpontba állítása. Aki tisztességesen él, ahhoz Isten irgalmas, aki gonosz, ahhoz pedig irgalmatlan. Némely ember érdemek nélkül is üdvözül, akiben hajlékot vet az Isten. Isten „találomra” választ az emberek közül és azokat megtisztítja. Ezek nevét és számát csak az Isten tudja. Akiknek neve az élet könyvébe íródott – írja Ágoston, a Lélek beszélgetése Istennel c. művében – minden a javukra szolgál, még a bűneik is. Az ember semmit sem tehet az isteni kegyelem nélkül, minden jót, amit az ember tesz Isten kegyelméből teszi, e kegyelem nélkül csak a rosszra volna képes. Isten mindenkit megbüntet vagy megjutalmaz cselekedetei szerint, ugyanis Isten szabad akaratot adott az embernek: szabad akaratot a jóra és szabad akaratot a rosszra. De Isten megkönyörül mindenen és semmit sem gyűlöl abból, amit teremtett.
Az emberi akarat az Isteni kegyelem nélkül nem képes a jó cselekedetre. Az ember alapvető állapota az Istentől való teljes függőség: az ember azt tesz, amit akar, azonban az ember csak a rosszat képes akarni, ami jót tesz, az a kegyelem műve: „Gyakran elvesztem volna, ha te nem vezérelsz utamon”, „ A te kegyelmed őrzött engem” (A lélek beszélgetése Istennel)

### Hármasság az egységben
Isten: Atya, Fiú és a Szentlélek egysége. Lényegük ugyanaz és egyetlen oszthatatlan egységet alkotnak. Hogy az Atya is, a Fiú is és a Szentlélek is Isten, Ágoston azzal próbálja indokolni, hogy minden dolog, ami nem teremtés útján jött létre az Isten. Tudjuk a Szentírásból, hogy az Atya teremtette a világot és igéje volt Jézus: „ Kezdetben volt az Ige és az Ige Istennél volt, és Isten volt az Ige, az Ige testé lett és köztünk lakott". Mivel az Ige nem teremtmény, ebből következik, hogy egylényegű az Atyával. A Szentlélek sem teremtmény, hisz a Biblia azt mondja, hogy csak Istennek szolgáljunk, a test a Szentlélek temploma, más helyen pedig azt, hogy „Testetek Krisztus tagja”. Ha pedig Krisztus tagjai a Szentlélek templomát alkotják, akkor a Szentlélek nem teremtmény.
Az Atya, a Fiú és a Szentlélek elválaszthatatlanok, csak együtt tevékenykednek. Minden az Atyában van a Fiú által a Szentlélekben. Az Isteni hármasságot bizonyítani emberi ésszel nem lehet, írja Ágoston. A Szentháromság pedig láthatatlan. A háromság egy Isten, de nem úgy, hogy az Atya egyben Fiú és Szentlélek, hanem Atya az Atya, a Fiú az Fiú, a Szentlélek az Szentlélek, egy Isten e háromság külön is egy Istennek nevezzük, mégsem három Istent tisztelünk. Ezt Ágoston úgy magyarázza, hogy a fa részeit veszi például: a gyökér, a törzs és az ágak is fa de együttesen alkotják a fa egészét.
A Fiú az Atyától született, örökkévaló az örökkévalótól, és sosem volt Atya, hogy ne lett volna Fiú. A Fiú az Atyával egyenlő a Szentlélektől és a Szűztől született. A Fiú az Atyától kapta azt, hogy van, az Atya azonban nem a Fiútól kapta azt, hogy van. A Szentlélek pedig Isten ajándéka. A Szentlélek a kapcsolat minden dolog közt, összetart, kötelékbe fűz. Mindhárom egy az Atya miatt, egyenlő a Fiú miatt és összekapcsolt a Szentlélek miatt. Mivel az ember Isten képe ezért benne is van valami a hármasságból: az értelem, a magáról szerzett ismeret és a szeretet; s ez a három dolog is valamiképpen egy – írta Ágoston.

### Isten időnkívülisége
Az idő is teremtett dolog - írja Ágoston - ezért Isten az idők kezdete előtt is létezett: „Te alkottál minden időt és minden idők előtt te, léteztél”
Isten időnkívüliségével magyarázza Ágoston azt a kérdést, hogy mit csinált Isten mielőtt a világot teremtette volna. Ez a kérdés szerinte értelmetlen, hisz a teremtés előtt nem volt semmiféle idő, ezért nem lehet azt mondani, hogy volt valamilyen idő, amikor Isten nem alkotott semmit. De hogy pontosan mit is csinált Isten mielőtt elkezdte volna a teremtést Ágoston egyszerűen, azt válaszolja, hogy nem tudja: „…amit nem tudok, azt nem tudom”. Mivel Isten időn kívüli, ebből következik örökkévalósága is – írja Ágoston – hiszen az, ha nincs idő, akkor semmi nem múlik el, hanem csak a jelen van. Az Időnkívüliség nem azt jelenti Ágoston értelmezésében, hogy Isten megelőzi az időt, hanem azt, hogy elsődleges az időhöz képest. Isten nem előzheti meg időben a világot, hisz az idő maga is a teremtéssel kezdődik. Mint örökkévalóság elsődleges az időhöz képest.

### Isten anyagtalansága
Ágoston a keresztény tanításban találkozik először Isten anyagtalan, alaktalan létének a tanításával, korábban emberi test alakjában gondolta. De a keresztény tanok elfogadása után is valamilyen mindenséget betöltő a világban széjjeláradó testnek képzelte Istent. Azonban hamar felismeri a problémát, miszerint ha Isten a világon szétáramló test lenne, akkor mondhatnánk azt, hogy például az elefántba több jutna belőle, mint egy verébbe. Isten végtelen természetéből következik, hogy semmiféle korlátnak nincs alávetve, ezért semmiféle forma, alak nem határolhatja, nem zárhatja körül. Isten nem anyagi, testi létező, hanem láthatatlan tiszta szellem.
A kimondott Igének nincs vége, és benne van öröktől fogva minden, nincs benne sem idő, sem változás. Isten öröktől fogva mond mindent, amit kimond, és az létezni kezd. Isten romolhatatlan, mert ha ez nem így volna, akkor már nem is volna Isten. Istennek nem árthat semmi, mert Ő mindent előre tud, és nem létezik semmiféle lény, amit ő nem ismerne előbb. Isten képtelen megtagadni önmagát, képtelen vétkezni, rosszat sohasem akar.